# 桑坦德單車

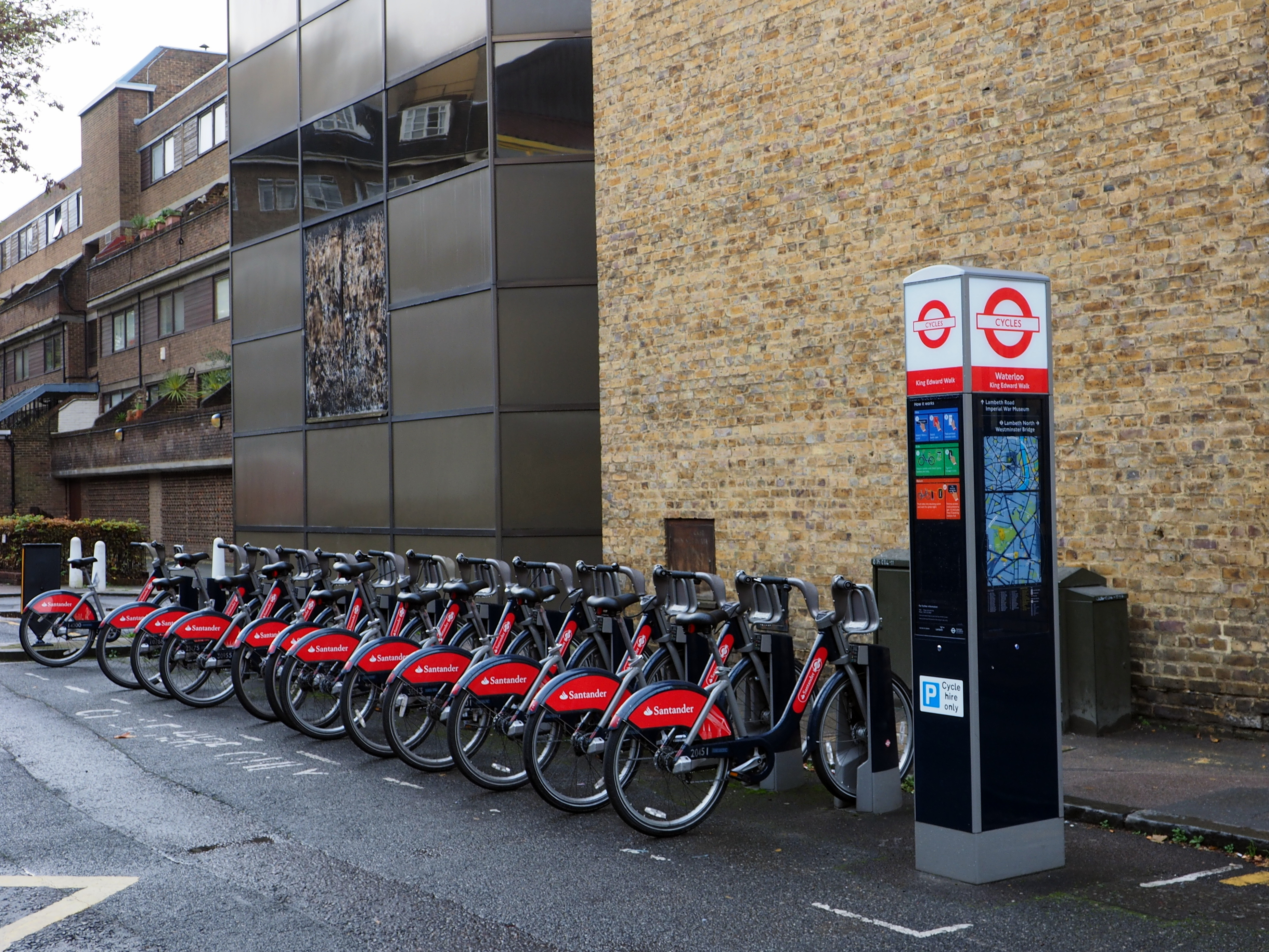
攝於2015年（薩瑟克）

桑坦德單車（英語：Santander Cycles）是指倫敦的自行车租賃系統。因桑坦德銀行贊助故而得名。在2010年至2015年3月期間，因巴克萊銀行贊助這一系統，故曾名為巴克萊單車。

## 外部連結
- 官方网站
- Map of docking stations （页面存档备份，存于） at Transport for London